# Bürgle (Dornbirn)

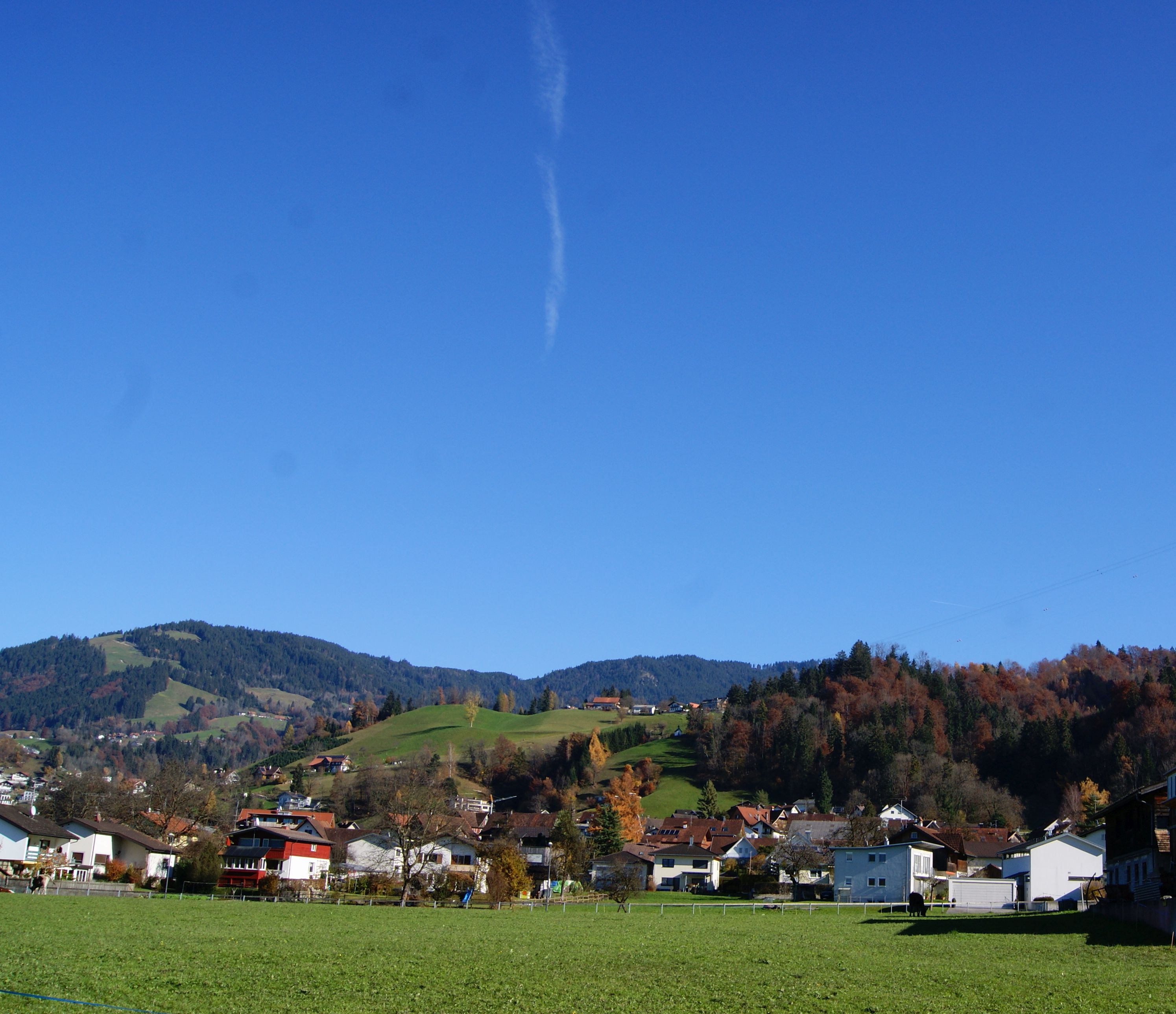
Blick von der Badgasse auf das Bürgle, links die Schwende.

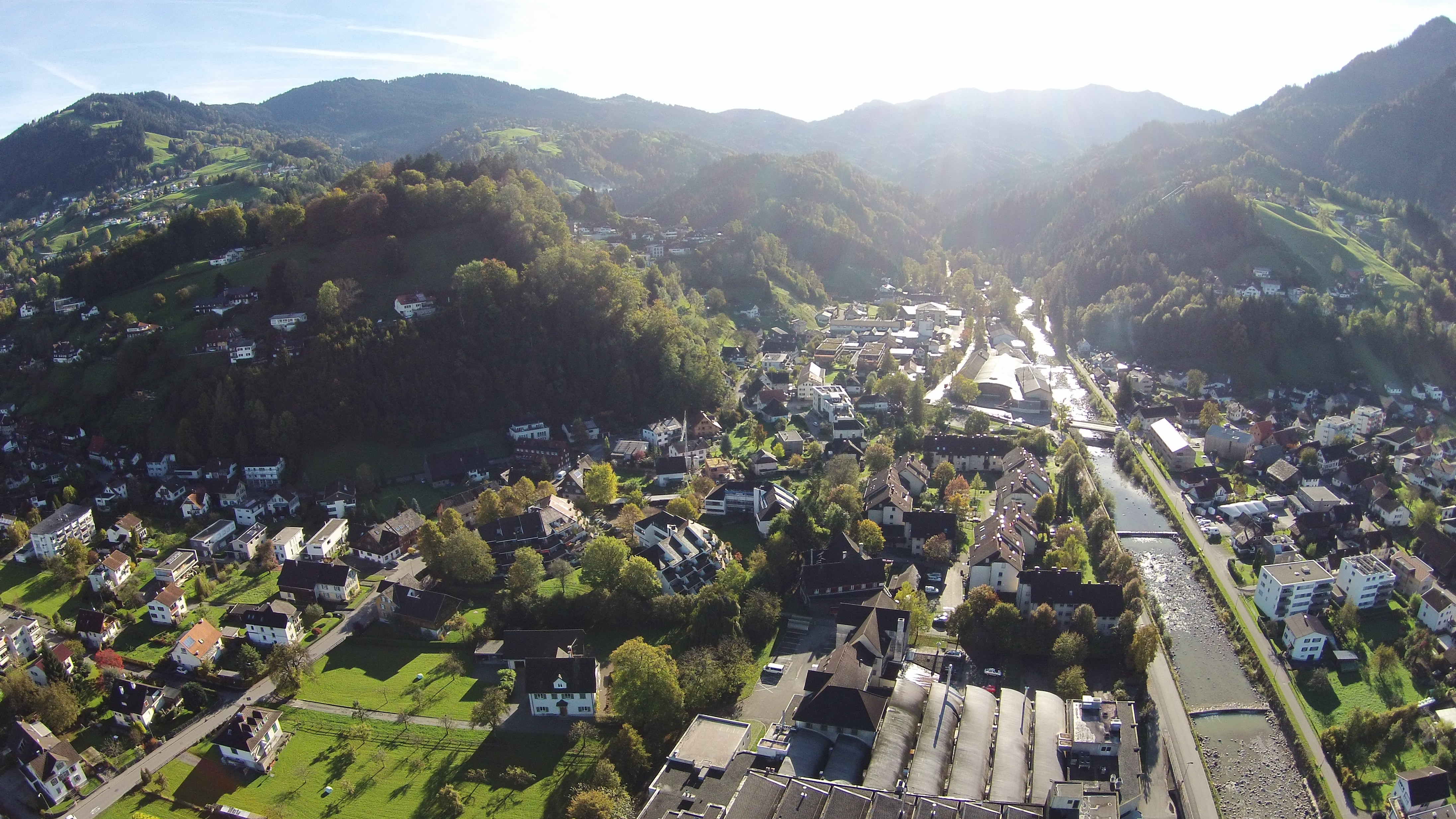
Blick von der Vordere Achmühle entlang der Dornbirner Ache. Links der Zanzenberg, darüber die Schwende, im Hintergrund über das ganze Bild verlaufend der Dornbirner First, rechts vorne die kleine Anhöhe ist das Bürgle und ganz rechts der Staufen und ein Teil des Karrens.

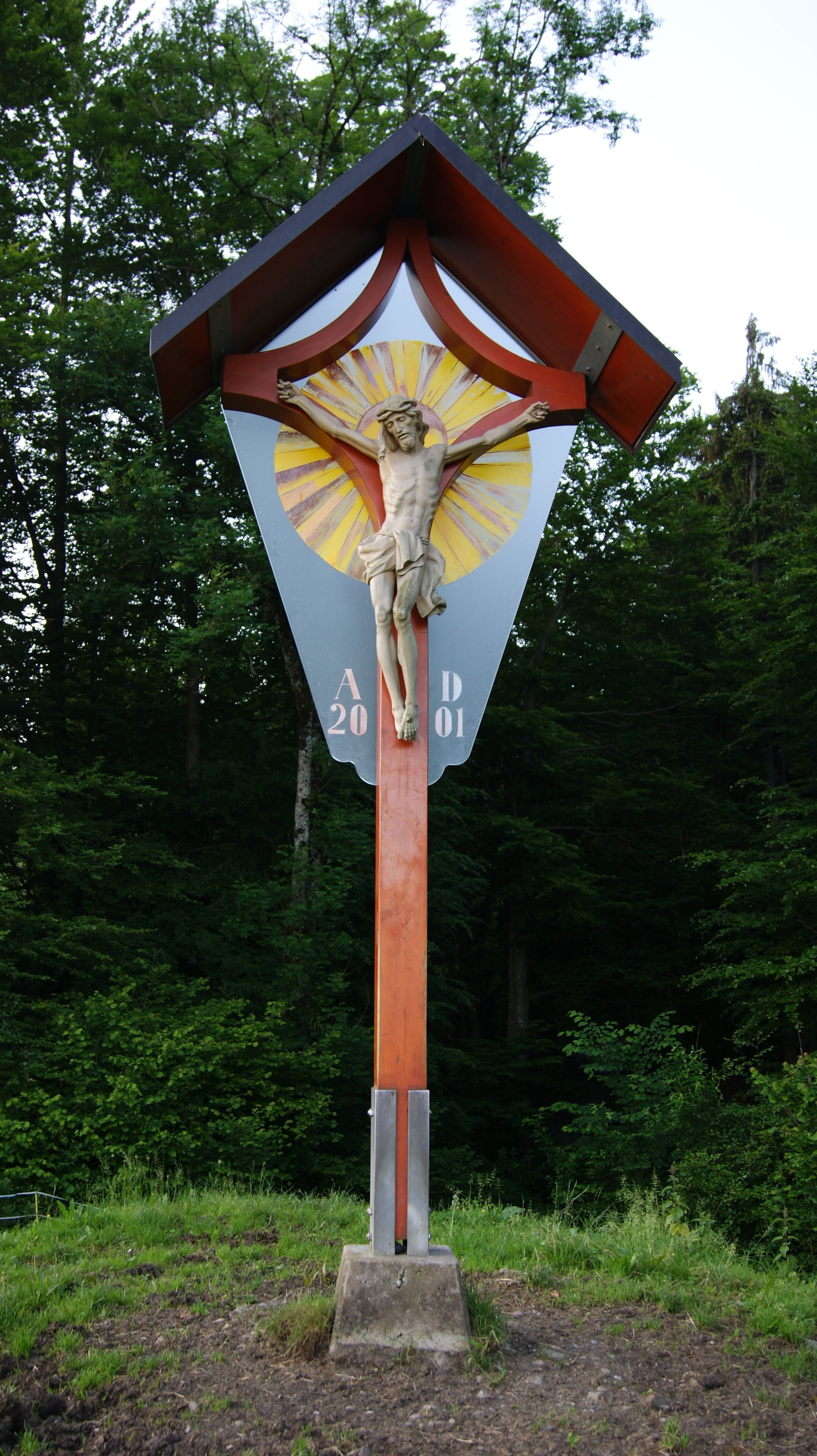
Wegkreuz (Wirthlis Krüz) am Oberbürgle.

Bürgle  in Dornbirn, Bezirk Hatlerdorf (Ortsteil Mühlebach), bezeichnet eine Rotte (582 m ü. A.) und eine am selben Ort befindliche Anhöhe.

## Namensherkunft
Bürgle ist ein in Vorarlberg mehrfach verwendeter Begriff für Örtlichkeiten, neben Dornbirn gibt es auch in Nenzing und Reuthe diese Ortsbezeichnung.
Die genaue Herkunft des Namens „Bürgle“ in der Gemeinde Dornbirn ist nicht gesichert. Der Name wird vielfach auf ein kleines, burgähnliches Gebäude, welches hier gestanden haben soll, bezogen. Weder ein Bild noch der Standort dieses Gebäudes ist allerdings gesichert überliefert. Sowohl die bloße Existenz als auch der genaue Standort dieses Bürgles (vorarlbergerisches Diminutiv für „kleine Burg“) waren demnach in der Vergangenheit Gegenstand zahlreicher heimatkundlicher Aufsätze und Diskussionen.

## Geschichte
Am 16. Oktober 1318 kaufte die Hohenemser Herrschaft unter Ulrich von Ems das „Schloss“ (möglicherweise auf dem Unterbürgle) und Gut Mühlebach von den „Edlen von Sigberg“ bei Göfis. Der Flurname „Sigberger“ findet sich noch heute am Bürgle.
Für kriegerische Zwecke wurde das Bürgle der Überlieferung nach nur einmal genutzt, als am 23. August 1796 im Rahmen der napoleonischen Kriege am Bürgle eine Schanze mit einer Kanone errichtet wurde, um den Übergang an der Dornbirner Ache zu kontrollieren.
Im „Allgemeinen National-Kalender für Tirol und Vorarlberg“ werden für das Jahr 1825 am Bürgle neun Wohnhäuser und neun Familien mit insgesamt 63 Personen gezählt.

## Topographie, Geografie, Lage und Verkehr
Unter dem Begriff „Bürgle“ wird die Anhöhe selbst verstanden, auf welcher die gleichnamigen Siedlungsteile liegen. Diese wird unterteilt in Unterbürgle und Oberbürgle. In „Schematismus für Tirol und Vorarlberg“ (1839) wird das Bürgle als eigenständiger Weiler und Teil von Dornbirn angeführt. Ebenfalls im „Provinzial-Handbuch von Tirol und Vorarlberg für das Jahr 1847“.
Das Bürgle wird nach Norden von der Dornbirner Ache abgegrenzt und nach Süden durch das Mühlebachtobel, durch welches der Küferbach (hier auch: „Mühlebach“ genannt) fließt. Im Westen grenzt es an den Ortsteil Mühlebach, zu dem das Bürgle auch teilweise gezählt wird. Im Osten ist keine genaue Abgrenzung gegeben, das Bürgle reicht jedenfalls bis zur Bürgler Viehweide (ca. 660 m ü. A.) und grenzt an die Parzelle „Enz“.
Das Bürgle ist mit normalen Kraftfahrzeugen vom Ortsteil Mühlebach aus gut erreichbar. Die besiedelten Teile der Anhöhe liegen etwa zwischen 500 m ü. A. und 600 m ü. A. Über das Oberbürgle verläuft die Trasse der Karrenseilbahn.

## Gewässer
Am Bürgle entspringen keine relevanten Gewässer.

## Handwerk, Gewerbe
Trotz der historischen Bedeutung des Bürgle für Dornbirn und die herausragende topografischen Position hat sich hier keine bedeutsame gewerbliche Infrastruktur herausgebildet. Es dominiert hier nach wie vor die einstmals für den gesamten Stadtbezirk Hatlerdorf bedeutsame Landwirtschaft. Am Unterbürgle wurde früher auch Weinbau betrieben.

## Wandern, Sport, Religion
Über das Bürgle führen beliebte Wanderwege zum Karren und zum Staufen, Breitenberg, Brentenkopf und andere umliegende Berge und Hügel.
1965 fand der „Bürgler Nachttorlauf“ statt.
Siehe auch den Artikel: Kapelle Bürgle (Dornbirn).